# Грознефть (танкер)
Грознефть — танкер (бывший крейсер «Адмирал Спиридов»).

## История
Закладка строительства крейсера «Адмирал Спиридов» была произведена 16 ноября 1913 года на Путиловской верфи в Петербурге. Спущен на воду 27 августа 1917 года. Однако из-за того, что крейсер был закончен не полностью, во флотилию он не попал.
Из-за нехватки наливных судов на Чёрном море недостроенный крейсер «Адмирал Спиридов» был переделан и переименован в танкер «Грознефть». При перестройке броню с крейсера не снимали. В качестве судовых установок были применены экономичные дизельные двигатели.
В 1934 году судно было переделано в несамоходную баржу. В 1938 году поставлено на прикол в Мариуполе.
В октябре 1941 года затоплено.
В 1942 году судно поднято немецкими спасателями и превращено в бункер, затем снова затоплено по приказу немецкого командования.
В 1944 году судно поднято моряками Черноморского флота. Прослужило восемь лет в роли бункеровочного судна.